# James Aguet
James Édouard Aguet (Firenze, 10 settembre 1848 – San Felice Circeo, 15 marzo 1932) è stato un imprenditore svizzero.

## Biografia
Figlio del banchiere Jean-Paul Aguet e di Marie-Louise Monnerat, fratello del banchiere e imprenditore Gustave Aguet e nipote di Jules Monnerat, condusse i suoi studi a Trieste, facendo inoltre alcuni soggiorni in Svizzera e in Germania.
Iniziò a lavorare come impiegato nel 1868 presso la banca del banchiere svizzero Ulrich Geisser a Torino, divenendone in seguito codirettore. Nel 1875 sposò Elena Gwosdanovitch, di Odessa, mentre nel 1889 si stabilì vicino a Roma.
Banchiere e industriale, nel corso degli anni si fece promotore e fondatore di diverse società in Italia, per lo più nei settori alimentare, elettrico e del gas. Ad esempio, nel 1900 fu tra i soci fondatori della Società generale conserve alimentari Cirio mentre in patria fu cofondatrore della Société Romande d'électricité (SRE) nel 1904. Fece inoltre parte di molti consigli di amministrazione di varie società, come la Società degli agricoltori italiani. In Lazio, dove fu un iniziatore dell'opera di bonifica dell'Agro Pontino, acquistò l'ex feudo del Circeo dal suo precedente possessore Sig. Adamo Argelli nel 1898 rogitato dal notar Delfini, dove fu proprietario di alcuni beni come Villa Aguet.
Col tempo assunse il ruolo di uomo di fiducia nelle relazioni tra l'Italia e la Svizzera.
Fu nominato Grand'Ufficiale dell'Ordine della Corona d'Italia nel 1927; nel 1931, invece, venne insignito del titolo di cittadino onorario del comune di San Felice Circeo, dove si spense nel 1932 all'età di 83 anni.

## Opere
- De la Suppression de la frappe de l'or afin d'arrêter le Renchérissement de la vie et des mesures à prendre pour éviter les crises monétaires (1911)
- La Terra ai contadini. Il passato, il presente e l'avvenire della proprietà in Italia (1920)
- Sul progetto di legge Micheli-Mauri per la transformazione del latifondo (1922)
- La situation économique de l'Italie (1923)